# Fataneh Farahani
Fataneh Farahani, född 9 januari 1966 i Teheran, Iran, är en iransk-svensk etnolog och forskare. Hon har doktorerat i etnologi om svensk-iranska kvinnors syn på genus, sexualitet och migration. Doktorsavhandlingen lades fram vid Stockholms universitet 2007. Sedan 2015 är Farahani en Wallenberg Academy Fellow.

## Bakgrund
Farahani var 19 år när hon lämnade Iran och anlände till Sverige, där hon har genom åren arbetat som vårdbiträde, hemspråkslärare, laboratorietekniker och jourkvinna.    
Hon har en magisterexamen i kemi från Uppsala universitet och har studerat etnologi vid Stockholms universitet och genusvetenskap vid York University i Toronto, Kanada.

## Forskning
Farahani studerade etnologi vid Stockholms universitet, där hon blev filosofie doktor 2007. Hon har haft post-dok anställningar vid dåvarande CEIFO - Centrum för forskning om internationell migration och etniska relationer, Tema Genus vid Linköpings universitet, University of Western Sydney, Australien samt Goldsmith University of London. Hon blev docent 2014 på Stockholms universitet. Hennes forskning som sker inom ramen av etnologi och genusvetenskap har ägt rum på universitet i bland annat Kanada, England, Australien och Sverige.
I sin doktorsavhandling, Diasporic Narratives of Sexuality: Identity Formation among Iranian-Swedish women, intervjuade Farahani iranska kvinnor i Sverige för att förstå hur deras bakgrund och erfarenheter format deras syn på sexualitet. Avhandlingen har tilldelats priser, bland annat som bästa avhandling inom humanistiska fakulteten på Stockholms universitet (2007). Hon mottog även ett prestigefyllt forskarstipendium, Endeavour Research Fellowship, från University of Western Sydney, Australien, för att följa upp avhandlingens forskningsområde. Farahanis postdoktorforskning, Cultural and Racial Politics of Representation: A Study of Diasporic Masculinities among Iranian Men, fokuserar på representation av maskulinitet och sexualitet bland iranska män i Stockholm, Sydney och London.
2015 fick Farahani ännu ett prestigefyllt forskarstipendium och blev utsedd till Wallenberg Academy Fellow. Projektet finansieras av Knut and Alice Wallenberg Stiftelse. Inom forskningsprojektet jämför Farahani arbetet med asylsökande och migranter i tre multikulturella städer, London, Istanbul, Stockholm och Malmö, och undersöker vad som formar gästfrihet och hur gästfrihet praktiseras och villkoras. Projektet heter Cartographies of Hospitality: The Gendered, Racialised and Classed Politics of Hosting in different European cities. Farahani studerar de formella och informella krav som finns på hur en gäst ska bete sig och maktrelationen mellan ”värd” och ”gäst”. Forskningens ingång är civila organisationer som stödjer asylsökande och papperslösa migranter, exempelvis Ingen människa är illegal. Analyserna kopplas också till historiska och föränderliga politiska kontexter.
Sedan 2011 är Farahani medlem i CoHaB: The Marie Curie Initial Training Network - Diasporic Constructions of Home and Belonging. Det internationella forskningsprojektet samlar ledande experter och forskare inom diaspora-fältet.